# Langues bumthang
Pour les articles homonymes, voir Bumthang (homonymie).
Les langues bumthang appartiennent au sous-groupe bodique du tibéto-birman, parlées au Bhoutan et dans la région autonome du Tibet en Chine. Les langues suivantes appartiennent à ce groupe :
- kurtöp
- khengkha
- dzala
- mon-ba de mTsho-sna  (en chinois : 错那门巴 cuona menba)
- mon-ba de Me-tog (墨托门巴 motuo menba)

Ce sont des langues proches du tibétain, mais pas autant que le tamang.